# Nied (Naturschutzgebiet)
Das Naturschutzgebiet Nied liegt im Landkreis Saarlouis im Saarland. Das aus mehreren Teilgebieten bestehende Gebiet erstreckt sich zwischen Leidingen, einem Ortsteil der Gemeinde Wallerfangen im Süden und Eimersdorf in der Gemeinde Rehlingen-Siersburg im Norden entlang der Nied. Südöstlich verläuft die Staatsgrenze zu Frankreich, nordwestlich fließt die Saar.

## Bedeutung
Das 645 ha große Gebiet ist seit dem 7. September 2017 unter der Kennung NSG-N-6605-301 als Naturschutzgebiet ausgewiesen.